# Musineon vaginatum
Musineon vaginatum är en flockblommig växtart som beskrevs av Per Axel Rydberg. Musineon vaginatum ingår i släktet Musineon och familjen flockblommiga växter. Inga underarter finns listade i Catalogue of Life.